# Ali Cat
Die Ali Cat ist eine als Katamaran gebaute Fähre der Reederei CalMac Ferries. Die Fähre verkehrt über den Firth of Clyde zwischen Gourock und Dunoon.

## Geschichte
Der Katamaran wurde 2000 auf der Werft South Boats of East Cowes für Solent & Wightline Cruises gebaut. Er wurde zunächst von Blue Funnel Line im Fährverkehr zur Isle of Wight eingesetzt.
CalMac Ferries charterte das Schiff im Oktober 2002 und setzte es ab dem 21. Oktober 2002 auf der Strecke zwischen Gourock und Dunoon ein, wo es zu den Hauptverkehrszeiten zusätzlich zur regulär verkehrenden Autofähre fuhr und für Passagiere zusätzliche Kapazität anbot.
Nachdem der Bedarf an der durch CalMac Ferries betrieben Autofährverbindung zwischen Gourock und Dunoon immer weiter zurückgegangen war, wurde die zuletzt noch von der Saturn aufrechterhaltene Verbindung Ende Juni 2011 eingestellt. Die Fährverbindung mit der Ali Cat blieb bestehen, die nun von Argyll Ferries, wie CalMac Ferries im Besitz der schottischen Regierung, betrieben wurde. Argyll Ferries kaufte die Fähre von Solent & Wightline Cruises. Neben der Ali Cat verkehrte für rund zwei Wochen die gecharterte Clyde Clipper, die zum 14. Juli 2011 durch die Argyll Flyer ersetzt wurde. Mit zwei Fähren wird ein Halbstundentakt angeboten. Seit Januar 2019 wird die Fährverbindung wieder von CalMac Ferries betrieben.

## Technische Daten
Das Schiff wird von zwei Scania-Dieselmotoren des Typs DI14 angetrieben. Für die Passagiere gibt es einen Aufenthaltsraum auf dem Hauptdeck. Darüber befindet sich ein Sonnendeck sowie im vorderen Bereich das Steuerhaus.